# Krista e Tatiana Hogan
Krista Hogan e Tatiana Hogan (Vancouver, 25 de outubro de 2006) são gêmeas xifópagas interligadas pelo crânio.
São famosas por conta de terem sobrevivido a um processo que implica uma grande chance de mortalidade, que é o de estarem interligados pelo crânio, e portanto, pelo cérebro. Durante o nascimento, foi dado que a chance de sobrevivência a longo prazo seria de apenas 20%.
As duas vivem com a mãe, Felicia Simms, em Vernon, Colúmbia Britânica e frequentemente viajam a Vancouver com o pai Brendan Hogan, para exames médidos por conta das circunstâncias de vida.